# Касівагі Йосуке
Касівагі Йосуке (яп. 柏木 陽介, нар. 15 грудня 1987, Хьоґо) — японський футболіст.

## Виступи за збірну
2010 року дебютував в офіційних матчах у складі національної збірної Японії. Відтоді провів у формі головної команди країни 4 матчі.

## Титули і досягнення
- Клубні: 
  - Володар Кубка Джей-ліги: 2016
  - Клубний чемпіон Азії:  2017
  - Володар Кубка банку Суруга: 2017
  - Володар Кубка Імператора:  2018
- У складі збірної: 
  - Чемпіон Азії: 2011

## Статистика виступів
| Збірна Японії | Збірна Японії | Збірна Японії |
| Роки          | Ігри          | голи          |
| ------------- | ------------- | ------------- |
| 2010          | 1             | 0             |
| 2011          | 2             | 0             |
| 2012          | 1             | 0             |
| Усього        | 4             | 0             |